# Francisco Alves Cavalcanti Camboim
Francisco Alves Cavalcanti Camboim, primeiro e único Barão de Buíque (Flores, c. 1808 — Brejo da Madre de Deus, 2 de fevereiro de 1896), foi um fazendeiro e político brasileiro.  
Filho do Alferes Francisco Alves da Silva e de Leonarda Bezerra Cavalcanti de Albuquerque. Era trineto do capitão-mor Manuel Leite da Silva, fundador do município de Pedra. O capitão-mor foi escolhido vereador de Cimbres, em 1762, por ocasião da inauguração da vila.  
Durante a juventude participou como voluntário de um dos batalhões armados para combater a Cabanada, revolta de caráter anti-regencial e claramente restauradora ocorrida no interior da província, no episódio ganhou o epíteto de "Camboim",  alcunha que carregou durante toda a vida.
Foi Deputado da Assembleia Legislativa da Província de Pernambuco na 1ª legislatura (1835-1837). Exerceu o cargo de Diretor Geral dos Índios da Província entre 1869 e 1879,  ele assumiu o posto ainda como coronel, antes de receber o baronato, permanecendo anos na interinidade.
Agraciado com o título de barão por decreto de 17 de maio de 1871, e faz referência à cidade pernambucana de Buíque. Era oficial da Imperial Ordem da Rosa.
O Barão de Buíque, foi o primeiro prefeito republicano de Brejo da Madre de Deus  eleito em 1892, na mesma cidade foi Juiz de paz, comandante-superior da Guarda Nacional e vereador por várias legislaturas. Foi ainda um dos chefes do partido Conservador no interior da província durante mais de meio século, membro prestigiado da agremiação, o Barão se correspondia e era conhecido por grandes figuras do partido como o Duque de Caxias e o Conselheiro João Alfredo Correia de Oliveira.
Faleceu em 02 de Fevereiro de 1896, aos 88 anos, no Brejo da Madre de Deus, onde possuía a Fazenda Poço, na época muito visitada por barões, condes, viscondes e autoridades - e por isso o titular ficou conhecido popularmente como Barão do Poço. Outros o chamavam de Barão de Camboim.
Casou-se com Ana Olímpia de Siqueira Cavalcanti, com quem teve cinco filhos: Dr. Cincinato Alves Cavalcanti Camboim, Ana de Siqueira Cavalcanti Camboim, Francisco Alves Cavalcanti Camboim, Clara de Siqueira Cavalcanti Camboim e André Alves Cavalcanti Camboim que foi senhor de engenho e primeiro sub-prefeito da cidade de Barreiros.
Os barões de Buíque tiveram vários descendentes que se casaram com descendentes dos barões Palmeira dos Índios.
Seu neto Natalício Camboim de Vasconcelos foi deputado federal pelo estado de Alagoas entre 1909 e 1926. O bisneto do barão, Dr. Raul Camboim de Vasconcelos foi médico e prefeito do município pernambucano de Bom Conselho, entre 1963 e 1968; na mesma cidade foi presidente da Câmara Municipal e vereador por vários mandatos.
O Barão de Buíque era tio paterno de Antônio Alves da Silva, barão de Amaragi, tio paterno de Lourenço Bezerra Alves da Silva, barão de Caxangá, primo de Paulo Jacinto Tenório, barão de Palmeira dos Índios e tio-avô de D. Maria José Araújo de Barros Correia, baronesa de Contendas e primeira-dama do estado de Pernambuco.
Descendia das famílias Albuquerque e Cavalcanti. Sendo descendente de Jerônimo de Albuquerque e Filippo Cavalcanti.   